# 烏克什湖
61°59′13″N 34°7′48″E / 61.98694°N 34.13000°E

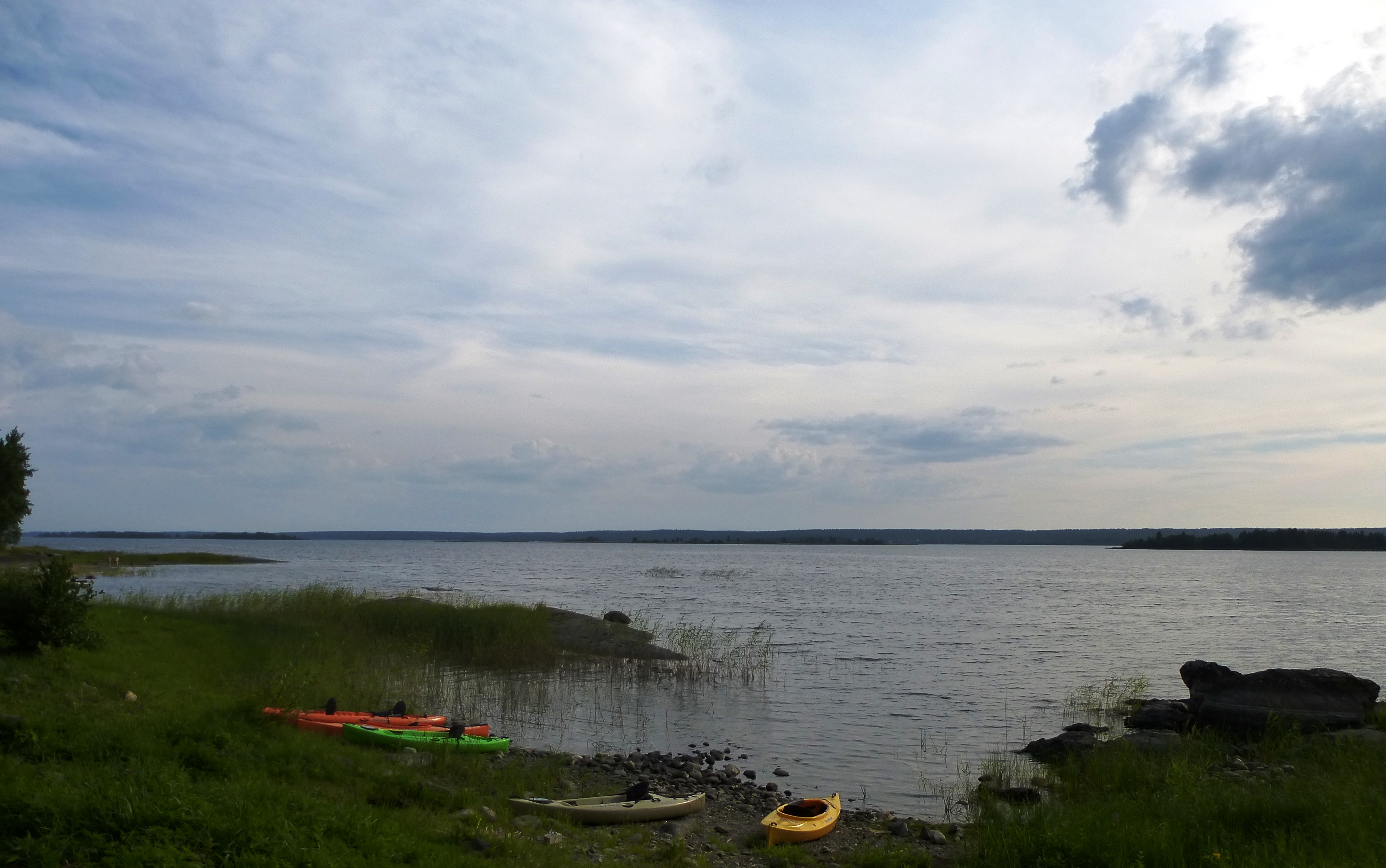

烏克什湖（俄语：Укшозеро），是俄羅斯的湖泊，位於該國西北部，由卡累利阿共和國負責管轄，長14.5公里、寬4公里，面積44.6平方公里，海拔高度33米，集水區面積419平方公里，平均水深7.5米，最大水深20米。